# Troides minos
Espèce
Statut CITES
Troides minos est une espèce de lépidoptères (papillons) de la famille des Papilionidae.

## Taxinomie
Troides minos a été décrit par Pieter Cramer en 1779 sous le nom initial de 'Papilio minos.

### Nom vernaculaire
Troides minos se nomme Southern Birdwing en anglais.

## Description
Troides minos est un papillon d'une envergure variant de 150 mm à 160 mm, aux ailes discrètement festonnées, dont la tête et le thorax sont noirs et l'abdomen jaune. Il existe un dimorphisme sexuel.
Les mâles ont les ailes antérieures noires aux veines soulignées de blanc, et les ailes postérieures jaunes à veines noires et fine bordure indentée noire.
Les femelles, plus grandes que les mâles ont les ailes antérieures de couleur marron foncé à noire aux veines bordées de blanc, et les ailes postérieures jaunes veinées de marron, bordure marginale indentée  marron et large bande submarginale de taches marron triangulaires.

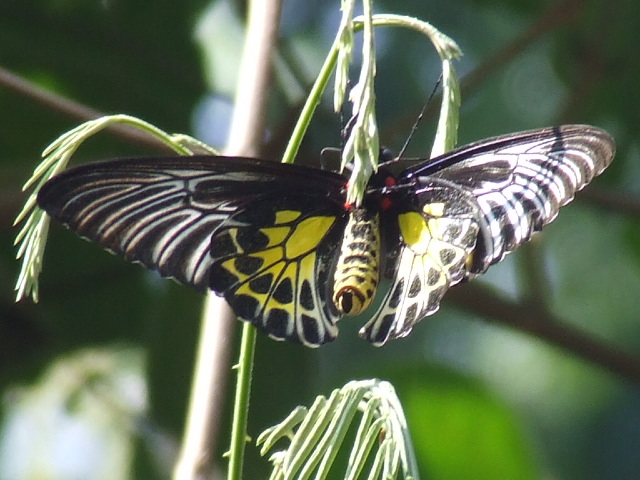
revers de Troides minos femelle

## Biologie

### Plantes hôtes
Les plantes hôtes de sa chenille sont des aristoloches, Aristolochia indica et Aristolochia tagala.

## Écologie et distribution
Troides minos est présent en Inde, dans les Ghâts occidentaux et les Ghats orientaux,.

### Biotope
Troides minos réside surtout en altitude entre1 000 m et 2 000 m.

### Protection
Troides amphrysus est protégé.